# Jake Cuenca
Jake Cuenca, pseudonimo di Juan Carlos Cuenca (Quezon City, 30 dicembre 1987), è un attore filippino.
È salito alla ribalta dopo aver recitato nelle serie Palos, Sana Maulit Muli e Tayong Dalawa.
Nato da padre spagnolo e madre filippina, è attualmente sotto contratto con la ABS-CBN, una delle principali imprese private filippine operanti nel settore dei media e della comunicazione.

## Carriera
Ha fatto la sua prima apparizione in tv nel 2005, nella serie di fantasia , nel ruolo di Kahlil. È inoltre apparso nella nona stagione di Love to Love, dove ha recitato assieme all'attrice Jennylyn Mercado.
Dopo un'altra serie di fantasia, Majika, è apparso su X-ray Magazine, assieme ad altri promettenti attori.
Attualmente lavora per la ABS-CBN, dopo la scadenza del suo contratto con la GMA-7.